# Fiume Kor
Il fiume Kor (anche Kur) si trova in Iran, nella provincia di Fars. Nasce dai monti Zagros vicino a monte Dena e, dopo un percorso di 280 km., sfocia nel lago Bakhtegan, che è un lago salato. Il crescente livello di salinità del lago è dovuto al decrescere del flusso del fiume.

## Descrizione
L'irrigazione del bacino del fiume è facilitata dalle varie strutture idrauliche che sono state costruite. Ad esempio, la diga Diga Doroodian è stata costruita nel 1972, nei pressi di Marvdasht.
Il fiume non è mai completamente in secca in quanto alimentato dal disgelo dei nevai dei monti Zagros, ad eccezione del delta in estate.
Diversi canali sono stati creati lungo il suo corso. L'inquinamento delle acque causano problemi alla flora e alla fauna lungo il corso del fiume.
Esistone delle dighe a Band-e-Amir, Feiz Abbd, Tilakan, Mawan, Hassan Abad e Abbd Jahan.
Un tempo questo fiume si chiamava Araxes di Persia, o Aras.
Il principale affluente del Kor è il Pulvar (o Sivan). Un tempo era chiamato Medus.

## Archaeologia

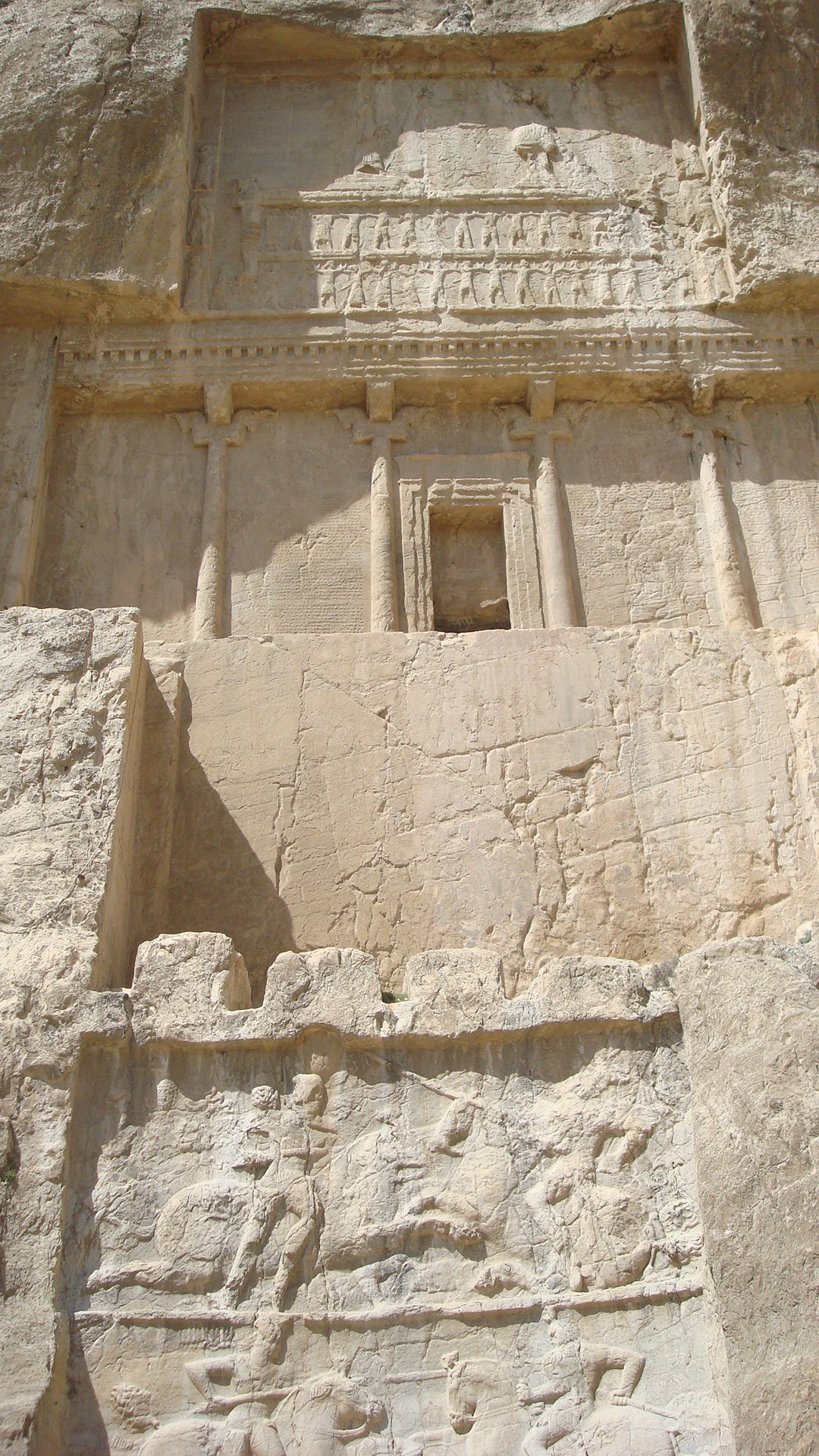
Tomba di Dario I a Naqsh-e Rustam lungo il corso del fiume Pulvar, Iran

L'antica necropoli di Naqsh-e Rustam si trova sulle sponde del fiume Pulvar.
La diga Sivand venne costruita sul fiume Polvar a Bolaghi Gorge, o Tangeh Bolāghi, vicino Sivand nel 2007, inondando diversi siti archeologici dell'antichità.
La Bolaghi Gorge è una valle archeologicamente significativa composta da 130 antichi insediamenti risalenti già al 5000 a.C.
La prima diga del fiume venne realizzata a sud di Persepoli, durante il regno di Dario il Grande, tra il 521 e il 485 a.C.